# Državna kremeljska palača
Državna kremeljska palača (rusko Государственный Кремлёвский дворец), ki je bila prej in neuradno še bolj znana kot Kremeljska kongresna palača (rusko Кремлёвский дворец съездов), je velika sodobna zgradba znotraj Moskovskega kremlja.

## Splošen opis
Stavba stoji v neposredni bližini stolpa sv. Trojice v Moskovskem kremlju, kjer je tudi eden od dveh vhodov za obiskovalce v trdnjavo. Ko se vstopi v Kremelj skozi ta vhod, je Državna kremeljska palača prva stavba, ki stoji na desni.
Glavni del stavbe, visok 27 metrov, ima preprosto pravokotno obliko, pri oblikovanju fasad pa so uporabili steklo in bel marmor, ki ga na površini težko ločimo od betona. Nad glavnim vhodom, ki je neposredno nasproti južne fasade  Arzenala, se vidi pozlačen model ruskega državnega grba, ki je v začetku 1990-ih tukaj nadomestil grb Sovjetske zveze.
Znotraj Državne kremeljske palače je dobrih 800 sob, pri čemer je velik del notranjega prostora zaseden v glavno dvorano, ki lahko sprejme do 6000 ljudi. Danes se ta dvorana s svojimi 450 m² odru uporablja kot prizorišče za koncerte in druge nastope. Festivalska dvorana je nad koncertno dvorano in lahko naenkrat sprejme do 4500 ljudi. Klet palače, v kateri so garderobe in službene sobe, se razprostira na več nadstropjih s skupno višino 16 metrov.

## Zgodovina
Državna kremeljska palača je bila zgrajena v letih 1960–61. Za pridobitev gradbene parcele so porušili stavbo orožarne, zgrajeno leta 1809, ter več vojaških in službenih stavb, ki so bile zgrajene v 19. stoletju. Prvotno se je Državna kremeljska palača imenovala Kremeljska kongresna palača (Кремлёвский Дворец Съездов), ker je bila zasnovana predvsem za organiziranje kongresov stranke KPSZ (Komunistična partija Sovjetske zveze). Nova kongresna palača je bila dokončana oktobra 1961, ravno čas za začetek XXII. Kongresa stranke. Glavni arhitekt stavbe je bil Mihail Posočin, ki je znan v več pomembnih gradbenih projektih v Moskvi v drugi polovici 20. stoletja (vključno s stolpnico na Kudrinskem trgu in športnim kompleksom Olimpijski).
Poleg političnih srečanj so v Kongresni palači v sovjetskih časih potekali koncerti in proslave. Predvsem pa je znano, da so oder dolgo uporabljali za baletne predstave Boljšoj teatra in da je bilo vsako leto za novo leto velika otroška božična zabava.
Po razpadu Sovjetske zveze in KPSZ je prvotni namen Kongresne palače prenehal obstajati. Kmalu zatem je bila preimenovana v Državno kremeljsko palačo in se od takrat uporablja le za prireditve. Poleg praznovanj, konferenc ali razstav je palača pred kratkim služila kot prizorišče več svetovnih prvenstev v šahu, predvsem pa kot oder za posebej priljubljene koncerte. Med mednarodno znanimi umetniki, ki so nastopali v palači, so na primer: Patricia Kaas, Elton John, Tina Turner, Sting, Bryan Adams, Ray Charles, Chris Rea, Scorpions in Eric Clapton. Thomas Anders je do leta 2009 nastopal desetkrat z Modern Talking ali solo, večkrat kot katerikoli drugi pop izvajalec.